# HP Compaq TC1100

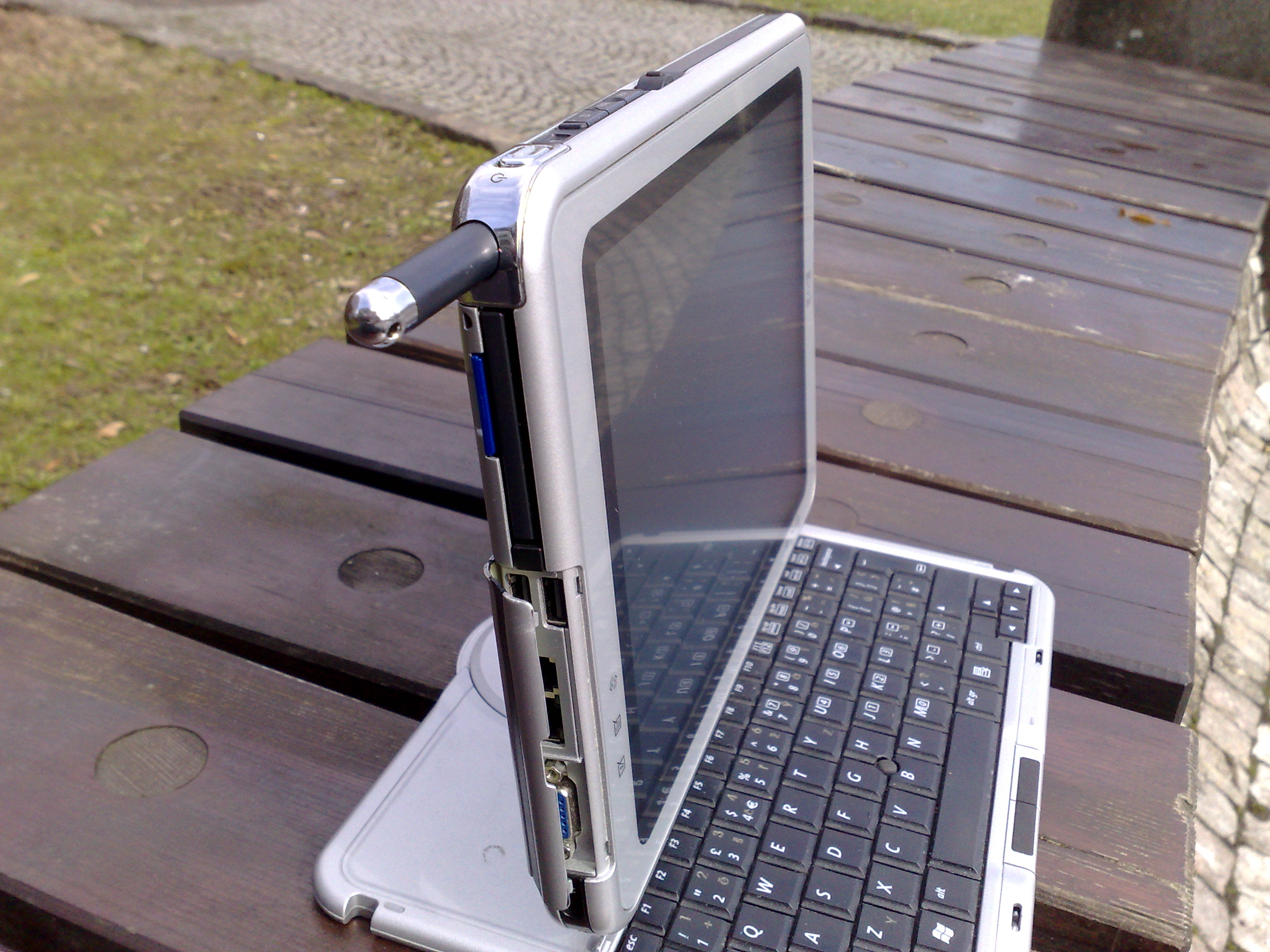
Displej s klávesnicí

HP Compaq TC1100 je Microsoft Tablet PC vyrobený společností Hewlett-Packard. 

## Historie
Na trh se dostalo v roce 2003, rok po vydání jeho předchůdce s modelovým označením TC1000. Na první pohled jsou tyto dva modely téměř k nerozeznání, použitý hardware se však liší. TC1100 je osazeno úsporným procesorem Transmeta Crusoe 5800 s 512-KB L2 cache, taktovaným na 1 GHz, použitá paměť je SDRAM o velikosti 256 MB, běžící na 133 MHz. O zpracování videa se stará grafická karta Nvidia GeForce2go s 16 MB vlastní paměti. Pevný disk o kapacitě 30 GB, chybějící bluetooth a čtečka jiného typu karet CF.

## Charakteristika
TC1100 se svým unikátním designem řadí mezi hybridní Tablet PC, což znamená, že se bez použití připojitelné klávesnice z TC1100 stává slate. Toto je možné jen díky tomu, že se veškerý hardware u tohoto typu Tablet PC ukrývá přímo v části s dotykovým displejem. Pokud je vlastní Tablet PC připojeno do dodávané klávesnice, jedná se o konvertibilní typ. Tento typ se velmi podobá běžnému notebooku, avšak display je dotykový a otočný kolem své vertikální osy.
TC1100 má dotykový displej o velikosti 10,4 palce s rozlišením 1024×768. O zpracování videa se stará diskrétní grafická karta GeForce4go s 32MB vlastní paměti. Celá dotyková plocha displeje, včetně tří tlačítek, umístěných hned vedle, reagují pouze na aktivní pero, které je tlakově sensitivní. Kromě tlačítka, sloužícího k zapnutí/vypnutí najdeme tři programovatelné, jedno k přepnutí signálu mezi interním displejem a externím obrazovým zařízením a dvousměrný, stlačitelný joystick. Vedle konektoru na napájení jsou pod krytem ukryty dva USB 2.0 konektory, RJ-45 pro připojení k sítí, RJ-11 pro připojení modemu a konektor externího obrazového zařízení. Samotné tělo působí malými rozměry, přesto se našlo místo pro dva integrované reproduktory, mezi kterými jsou poslední tři konektory, starající se o výstupy a vstupy audia. Samotné tělo, bez klávesnice váží necelých 1,4 kg, s klávesnicí váha stoupne na 1,8 kg.
Model TC1100 se vyráběl s třemi typy procesorů. Nejslabší verze je osazena cpu Intel Celeron M 373, taktovaném na 1 GHz (Ultra Low Voltage, 512 kB L2 cache, sběrnice na 400 MHz). Silnější verze je osazena cpu Intel Pentium M 733, taktovaném na 1,1 GHz (Ultra Low Voltage, 2 MB L2 cache, sběrnice na 400 MHz). Nejsilnější verze je osazena cpu Intel Pentium M 753, taktovaném na 1,2 GHz. Jedná se o stejné jádro, jako u předchozího modelu, rozdíl je tedy pouze v pracovní frekvenci a tudíž i rozdílem maximálního příkonu 0,5 W (model 753: 5,5 W, model 733: 5 W). Kvůli úspoře místa je procesor zapájen přímo na desce, není tedy možná výměna. Použité jádro se jménem Dothan bylo velice populární, nejsilnější verze pracuje s 533 MHz sběrnicí a je továrně taktován na 2,26 GHz. Celá řada procesorů s jádrem Dothan byla vyráběna 90nm technologií. 

## Výbava
Výbava se od různě drahých verzí příliš neliší. Jedná se zejména o použitou paměť RAM (256 nebo 512 MB), která je ovšem velice snadno přístupná a rozšířitelná až na 2 GB, bluetooth verze 1.1, osazená wi-fi karta Intel s podporou různých standardů IEEE (802.11b, 802.11b/g nebo 802.11a/b/g) a v poslední řadě použitý 2,5" IDE pevný disk o velikosti 30, 40, 60 nebo 80 GB (4200 nebo 5400 rpm). Stejně jako k většině komponent je i k pevnému disku snadný přístup a je snadno vyměnitelný. Problém však nastává tehdy, pokud chceme upgradovat na více než 137 GB, protože toto je znemožněno nepodporou LBA48.